# ヨエル・ポーヤンパロ
ヨエル・ポーヤンパロ（Joel Pohjanpalo 、1994年9月13日 - ）は、フィンランド・ヘルシンキ出身のプロサッカー選手。パレルモFC所属。フィンランド代表。ポジションは、フォワード。

## 経歴

### HJKヘルシンキ
地元クラブのHJKヘルシンキで育成され、2011年、16歳にしてにリザーブチーム(クルビ04)に昇格した。2011年10月26日のRoPS戦でスタメン出場しヴェイッカウスリーガデビュー。リザーブチームでは21試合で33ゴールという驚異的な活躍を披露した。12月7日、クラブとの契約を2015年まで延長。
2012シーズン開幕戦のIFKマリエハムン戦では僅か162秒でハットトリックを達成した。8月、リヴァプールFCで3日間のトライアルに参加し、3年契約をオファーされたが 、リザーブチームでの出場が保証されていないことからこれを断った。

### レバークーゼン
2013年9月1日、ブンデスリーガのバイエル・レバークーゼンにレンタルで加入。
2014年4月、HJKヘルシンキとの契約を2018年まで延長。さらにレバークーゼンへのレンタル期間を2年延長した。
2016年3月21日、レバークーゼンに完全移籍。2016-17シーズン開幕戦のボルシア・メンヒェングラートバッハ戦で念願のブンデスリーガデビュー。同試合で途中投入直後に初ゴールを記録したが、試合には1-2で敗れた。第2節のハンブルガーSV戦では途中投入からハットトリックという離れ業をやってのけ、3-1の勝利に貢献した。

### ウニオン・ベルリン
2020年9月30日、1.FCウニオン・ベルリンへのローン移籍が発表された。

### トルコへ
2021年9月5日、所属元のレバークーゼンと2023年までの契約延長に合意し、チャイクル・リゼスポルへの2年間のローン移籍が発表された。

### ヴェネツィア
2022月8月19日、ヴェネツィアFCに移籍した。

### パレルモ
2025年2月3日、パレルモFCに移籍した。

## 代表歴
2012年6月5日、17歳でU21スロベニア代表との試合に出場した。
2012年11月14日に行われたサッカーキプロス代表との試合で、70分にテーム・プッキと交代しA代表デビュー。試合には3-0で勝利した。
2021年6月12日、UEFA EURO 2020グループリーグ第1戦のデンマーク戦でフィンランド代表のUEFA EURO本大会初得点を記録した。

### 出場記録
2024年11月17日現在
| フィンランド代表 | 国際Aマッチ | 国際Aマッチ |
| 年               | 出場        | 得点        |
| ---------------- | ----------- | ----------- |
| 2012             | 1           | 0           |
| 2013             | 1           | 0           |
| 2014             | 9           | 1           |
| 2015             | 7           | 3           |
| 2016             | 4           | 0           |
| 2017             | 7           | 2           |
| 2018             | 1           | 0           |
| 2019             | 2           | 1           |
| 2020             | 6           | 0           |
| 2021             | 13          | 4           |
| 2022             | 8           | 2           |
| 2023             | 10          | 2           |
| 2024             | 8           | 1           |
| 通算             | 77          | 16          |

### ゴール
| #   | 開催日         | 開催地                                           | 対戦国                   | スコア | 結果 | 大会                                    |
| --- | -------------- | ------------------------------------------------ | ------------------------ | ------ | ---- | --------------------------------------- |
| 1.  | 2014年5月5日   | ジェール、ETOパーク                              | ハンガリー               | 1–1    | 2–1  | 親善試合                                |
| 2.  | 2015年9月4日   | ピレウス、スタディオ・ヨルギオス・カライスカキス | ギリシャ                 | 1–0    | 1–0  | UEFA EURO 2016予選                      |
| 3.  | 2015年9月7日   | ヘルシンキ、ヘルシンキ・オリンピックスタジアム   | フェロー諸島             | 1–0    | 1–0  | UEFA EURO 2016予選                      |
| 4.  | 2015年10月8日  | ブカレスト、スタディオヌル・ナツィオナル         | ルーマニア               | 1–0    | 1–1  | UEFA EURO 2016予選                      |
| 5.  | 2017年6月11日  | タンペレ、タンペレ・スタジアム                   | ウクライナ               | 1–1    | 1–2  | 2018 FIFAワールドカップ・ヨーロッパ予選 |
| 6.  | 2017年10月9日  | トゥルク、ヴェリタス・スタディオン               | トルコ                   | 2–2    | 2–2  | 2018 FIFAワールドカップ・ヨーロッパ予選 |
| 7.  | 2019年10月12日 | ゼニツァ、スタディオン・ビリノ・ポリェ           | ボスニア・ヘルツェゴビナ | 1–4    | 1–4  | UEFA EURO 2020予選                      |
| 8.  | 2021年3月21日  | ザンクト・ガレン、キブンパルク                   | ボスニア・ヘルツェゴビナ | 1–1    | 2–3  | 親善試合                                |
| 9.  | 2021年3月21日  | ザンクト・ガレン、キブンパルク                   | ボスニア・ヘルツェゴビナ | 2–1    | 2–3  | 親善試合                                |
| 10. | 2021年6月12日  | コペンハーゲン、パルケン・スタディオン           | デンマーク               | 1–0    | 1–0  | UEFA EURO 2020                          |
| 11. | 2021年9月4日   | ヘルシンキ、ヘルシンキ・オリンピック・スタジアム | カザフスタン             | 1-0    | 1-0  | 2022 FIFAワールドカップ・予選           |
| 12. | 2022年6月7日   | ヘルシンキ、ヘルシンキ・オリンピック・スタジアム | モンテネグロ             | 1-0    | 2-0  | UEFAネーションズリーグ2022-23           |
| 13. | 2022年6月7日   | ヘルシンキ、ヘルシンキ・オリンピック・スタジアム | モンテネグロ             | 2-0    | 2-0  | UEFAネーションズリーグ2022-23           |
| 14. | 2023年6月16日  | ヘルシンキ、ヘルシンキ・オリンピック・スタジアム | スロベニア               | 1-0    | 2-0  | UEFA EURO 2024予選                      |
| 15. | 2023年11月17日 | ヘルシンキ、ヘルシンキ・オリンピック・スタジアム | 北アイルランド           | 1-0    | 4-0  | UEFA EURO 2024予選                      |
| 16. | 2024年10月10日 | ヘルシンキ、ヘルシンキ・オリンピック・スタジアム | アイルランド             | 1-0    | 1-2  | UEFAネーションズリーグ2024-25           |

## タイトル
クルビ04
- カッコネン: 2011

HJKヘルシンキ
- ヴェイッカウスリーガ: 2012, 2013